# 政治制度化
政治制度化是指政治活动和程序取得社会认可，并被大多数社会成员普遍遵守的过程。制度化程度低或缺乏会影响到政治系统自身结构的稳定性。亨廷顿提出了衡量政治制度化水平的标准：
- 适应性：政治体系适应环境的能力和存活能力
- 复杂性：完整明确的职能体系、下属组织和高度专门化
- 自主性：政治组织和程序独立于其他社会团体和行为方式而生存的程度
- 内聚力：政治体系内部成员必须要有基本的共识基础